# Tetrapterys
Tetrapterys es un género de plantas de la familia Malpighiaceae. Es originario de Centroamérica. Tetrapterys comprende 139 especies de bejucos nativos de América desde México hasta Argentina y el Caribe. 

## Descripción
Son bejucos u ocasionalmente arbustos. Las hojas generalmente con glándulas; estípulas. Las inflorescencias en forma de umbelas, corimbos o pseudoracimos, éstos a menudo agrupados en panículas; los pétalos amarillos o rosados. El fruto partiéndose en 3 sámaras, cada sámara con las alas laterales más grandes, generalmente con 4 alas discretas.

## Taxonomía
El género fue descrito por Antonio José de Cavanilles y publicado en Monadelphiae Classis Dissertationes Decem  9: t. 433 en el año 1790. La especie tipo es Tetrapterys inaequalis Cav.

## Especies seleccionadas
- Tetrapterys acapulcensis Kunth
- Tetrapterys acutifolia Cav.
- Tetrapterys adenodon Miq.
- Tetrapterys adenoloma Skottsb.
- Tetrapterys affinis A.Juss.
- Tetrapterys styloptera A.Juss., 1840